# 王盛烈
王盛烈（1923年9月—2003年），字橐子，男，辽宁沈阳人，中国画家，曾任鲁迅美术学院副院长，教授，中国美术家协会常务理事。